# Quercus saravanensis
Quercus saravanensis és una espècie de roure que pertany a la família de les fagàcies i està dins del subgènere Cyclobalanopsis, del gènere Quercus.

## Descripció
Quercus saravanensis és un gran arbre de fins a 50 m d'altura. Les branques són esveltes, sense pèls i sulcades. Les fulles de 10-14 x 2,5-4,5 cm; ovals-el·líptiques a oblongues-lanceolades i coriàcies, l'àpex és caudat; base cuneada; marge sencer, lleugerament ondulat, de vegades amb rares dentacions petites prop de l'àpex; ambdós costats sense pèl; de color verd fort per sobre; de color verd gris per sota; (6-) 9-12 parelles de nervis discrets; pecíol glabre, de color marró fosc, de 2,5 cm de llarg. Les glans 1,5-2 cm de diàmetre, el·lipsoides, sense pèls i mucronades, tancades 1/3 a 1/2 per cúpula; les seves cúpules són sèssils, campanulades a obcòniques, de 1-2 mm de gruix, 1,5 cm de llarg, 2 cm de diàmetre, amb 8-9 anells concèntrics amb marge complet. Les cicatrius de les glans fan 8 mm d'ample, convexes i maduren en 2 anys.

## Distribució i hàbitat
Quercus saravanensis creix a la província xinesa de Yunnan, i a Laos, Tailàndia i el Vietnam

## Taxonomia
Quercus saravanensis va ser descrita per A.Camus i publicat a Les Chênes: Monographie du genre Quercus Atlas 1: 19. 1934.
Etimologia
Quercus: nom genèric del llatí que designava igualment al roure i a l'alzina.
saravanensis: epítet